# أحمد تشهارلانغي
أحمد تشهارلانغي (بالفارسية: احمد چهارلنگی) هو لاعب كرة قدم إيراني. حضر احمد تشهارلانغي خلال مسيرته الرياضية في عدة فرق ومنها فريق حفاري أحفاز لكرة القدم الإيراني.